# جون ك. كانون
جون ك. كانون (بالإنجليزية: John K. Cannon)‏ هو ضابط أمريكي، ولد في 2 مارس 1892 في سولت ليك في الولايات المتحدة، وتوفي في 12 يناير 1955 في أركاديا في الولايات المتحدة.

## روابط خارجية
- جون ك. كانون على موقع مونزينجر (الألمانية)